# Beppu
Beppu (別府市 -shi) é uma cidade japonesa localizada na província de Oita.
Em 2003 a cidade tinha uma população estimada em 126 854 habitantes e uma densidade populacional de 1 013,78 h/km². Tem uma área total de 125,13 km².
É uma cidade turística muito conhecida no Japão. É a cidade com o maior número de fontes de águas termais (onsen) do Japão, propiciando banhos medicinais variados e passeios inusitados pelos seus "infernos", chamados de "jigoku meguri", devido aos vapores quentes que saem das águas e até mesmo do solo, dando aos locais o aspecto de "inferno".
Recebeu o estatuto de cidade a 1 de Abril de 1924.

## Cidades-irmãs
Beppu tem oito cidades-irmãs:
- Atami, Japão
- Bath, Reino Unido
- Beaumont, Estados Unidos
- Jeju, Coreia do Sul
- Mokpo, Coreia do Sul
- Rotorua, Nova Zelândia
- Furnas, Portugal
- Yantai, China